# Mittlere Betriebsdauer bis zum Ausfall
Die mittlere Betriebsdauer bis zum Ausfall (englisch mean time to failure, MTTF) ist nach IEC 60050 (191) „der Erwartungswert der Verteilung der Dauern bis zum Ausfall“ (englisch the expectation of the time to failure). Sie wird auch als mittlere Lebensdauer bezeichnet. Eine Sonderform ist die mit MTTFD bezeichnete mittlere Zeit bis zum gefahrbringenden Ausfall  (englisch mean time to dangerous failure).
Vor allem aufgrund der europäischen Norm EN ISO 13849-1 ist die MTTF wichtig, da sie innerhalb der Konformitätsuntersuchungen zur Bewertung der Maschinensicherheit heranzuziehen ist.
Die mittlere Betriebsdauer bis zum Ausfall ist eine statistische Kenngröße/Kennzahl, die über Versuche oder Erfahrungswerte ermittelt wird. Sie gibt keine garantierte Lebensdauer oder garantierte ausfallfreie Zeit an. Die MTTF wird aus der Zuverlässigkeitsfunktion R(t) berechnet. Sie gilt insbesondere für irreparable Einheiten. Bei reparablen Einheiten ist sie nur unter der Annahme zu nutzen, dass die Betrachtungseinheit nach der Reparatur neuwertig ist. Üblicherweise nutzt man bei reparablen Einheiten stattdessen die mittlere Betriebsdauer zwischen Ausfällen.
Sowohl bei der mathematischen Ermittlung als auch der Anwendung von MTTF-Werten zur Zuverlässigkeitsprognose ist grundsätzlich vorauszusetzen, dass die betrachteten Einheiten (Baugruppen, Geräten oder Anlagen) während ihrer Gebrauchslebensdauer und unter vorgegebenen Betriebsbedingungen genutzt werden, also eine konstante Ausfallrate vorliegt (mittlerer Bereich der „Badewannenkurve“). Für diesen Zeitraum entspricht die MTTF einer Einheit dem Kehrwert ihrer Ausfallrate, die in Jahren anzugeben ist.